# Viktoriaspital (Bern)
Das Viktoriaspital war ein öffentliches Krankenhaus im Altenbergquartier der Schweizer Stadt Bern. Es wurde 1868 gegründet und wurde 1990 in ein Alters- und Pflegeheim umgewandelt.

## Geschichte
Die 1868 von Architekt Horace Edouard Davinet auf dem Schänzlihügel erbaute Pension Viktoria wurde 1870 wegen der ärztlichen Betreuung der Kurgäste zum Sanatorium. Das Konsortium der Belegärzte übernahm 1893 die Führung des Viktoria Sanatoriums und Diakonissen des Salemspitals übernahmen die Pflege der Kranken. 1897 wurde die Pension ausgebaut und neben einem Behandlungsanbau auch eine Kapelle erstellt. Auf Wunsch der Ärzte übernahmen die Barmherzigen Schwestern von Ingenbohl die Führung des Hauses. Am 1. Juni 1901 wurde das nun «Viktoriaspital» genannte Sanatorium Eigentum des Instituts der Barmherzigen Schwestern vom Heiligen Kreuz, Ingenbohl. Architekt Davinet baute 1904 den noch heute bestehenden Jugendstiltrakt des Spitals. 1958 wurde das erste, neunzigjährige «Viktoria» abgebrochen und an seiner Stelle durch Bruno Brunoni der neue Eingangstrakt mit Bettenabteilungen, Behandlungsräumen und einer neuen Kapelle gebaut. Der Jugendstiltrakt von 1904 wurde 1973 saniert.
1990 beschloss die Provinzleitung des Klosters aus wirtschaftlichen Gründen, das Viktoriaspital zu schliessen und dafür ein Alters- und Pflegeheim einzurichten. Der etappenweise Umbau zum Alters- und Pflegeheim mit 100 Pflegebetten war 1995 abgeschlossen. Am 25. Juni 2004 besuchte Papst Johannes Paul II. anlässlich des nationalen Jugendtreffens auf der Berner Allmend das Alterszentrum Viktoria.  2005 wurde das Alterszentrum Viktoria zu einer Aktiengesellschaft und blieb weiterhin im Besitz der Ingenbohler Schwestern. 2007 folgte der Umbau des Gastronomiebereichs und der Eingangshalle. Von 2009 bis 2017 wurden 33 Alterswohnungen im Schänzlihaus und im Jugendstilgebäude Davinet eingerichtet.
Mit einer Medienmitteilung vom 23. September 2020 kündet das Alterszentrum Viktoria AG den Verkauf an die Tertianum Gruppe AG an. Dabei übernimmt Tertianum vom Institut Ingenbohl 100 % der Aktien an der Alterszentrum Viktoria AG. Mit der Aktienübernahme sollen sämtliche Verträge mit den Bewohnerinnen und Bewohnern, den Pensionären der Alterswohnungen, den Mitarbeitenden, den Mietern sowie den Partnerfirmen übernommen werden. Der Betrieb werde unter dem Namen Alterszentrum Viktoria AG weitergeführt. Als Grund für die Aufgabe nennt die Provinzleitung des Instituts Ingenbohl die Altersstruktur der Schwestern und die Bündelung der Kräfte in der Ordensgemeinschaft.